# Museo Bíblico de Historia Natural
Museo Bíblico de Historia Natural es un pequeño museo en Beit Shemesh, Israel, dedicado a la historia natural de la Biblia. el museo fue establecido en 2014 por Rabby Natan Slifkin.
El establecimiento describe a sí misma como "parte museo de historia natural, que forma parte del parque zoológico" y tiene la intención de "mejorar la apreciación y la comprensión de la Escritura y la tradición bíblica judía a través de la naturaleza." Los visitantes pueden obtener una perspectiva de los animales que vivían en Israel durante los tiempos bíblicos, incluso si ya no existen en la actualidad, como los osos y cocodrilos.
Los visitantes del museo son dirigidos actualmente por tour especial por única cita. Las características incluyen animales vivos, taxidermia y exposiciones esqueleto, así como audio / presentaciones visuales. Temas turísticos incluyen incidentes desentrañar los errores de identificación de los animales por los eruditos bíblicos de las especies mencionadas en tanto los Cinco Libros de Moisés y la Talmud debido a su falta de familiaridad con las diferentes familias que no están representados en lugares como Europa , donde gran parte del comentario bíblico medieval judía fue escrito.

## Galería

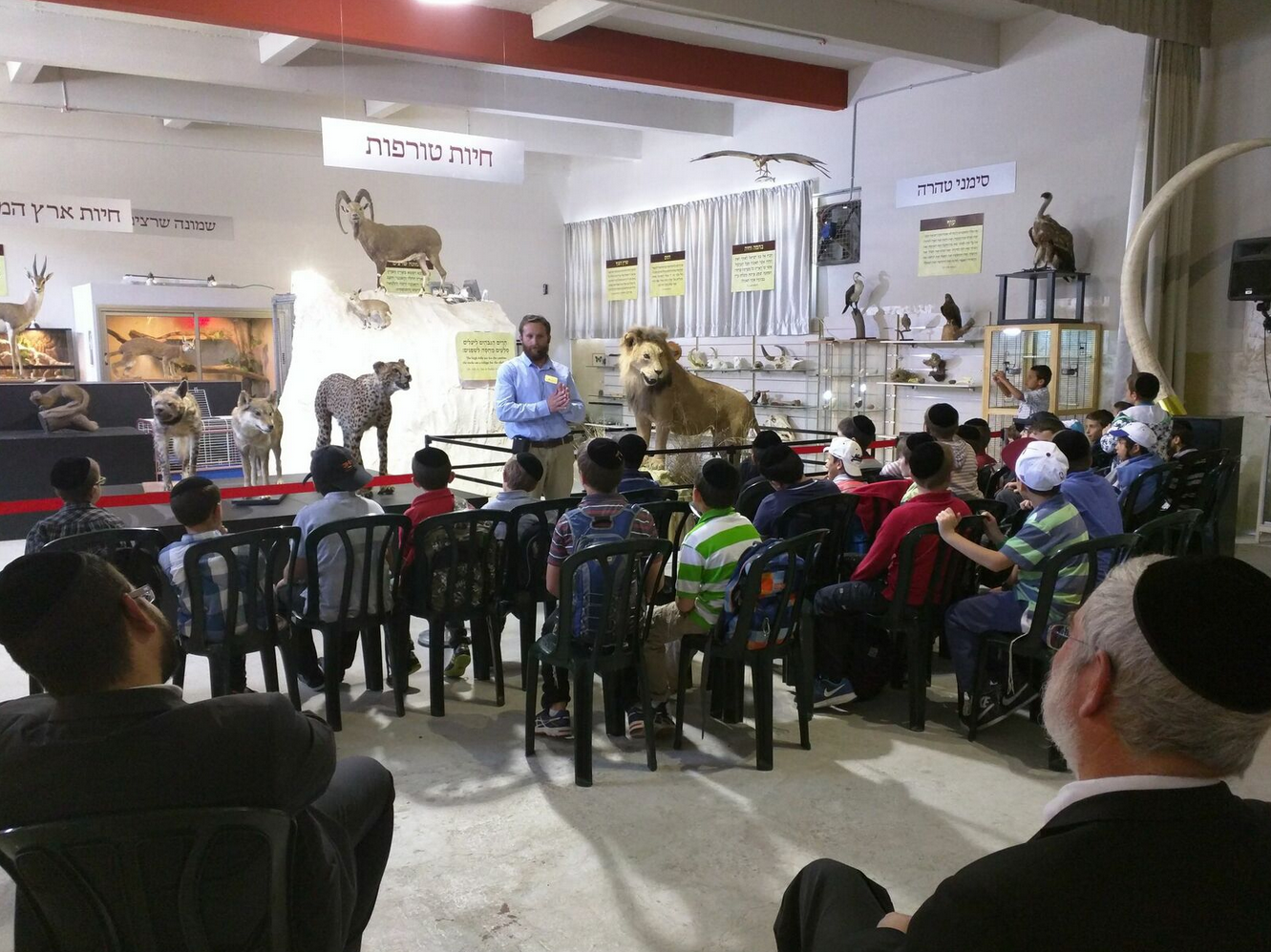
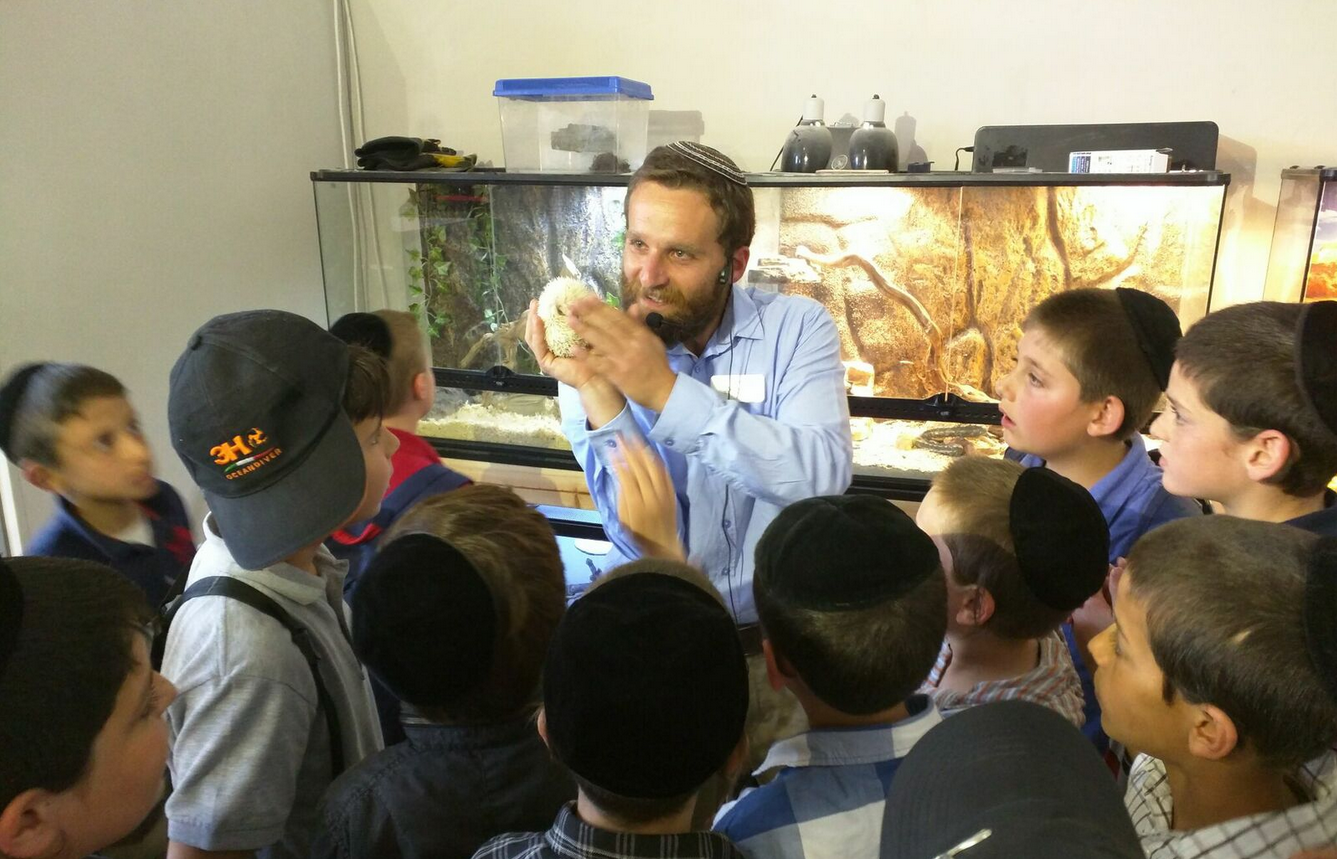
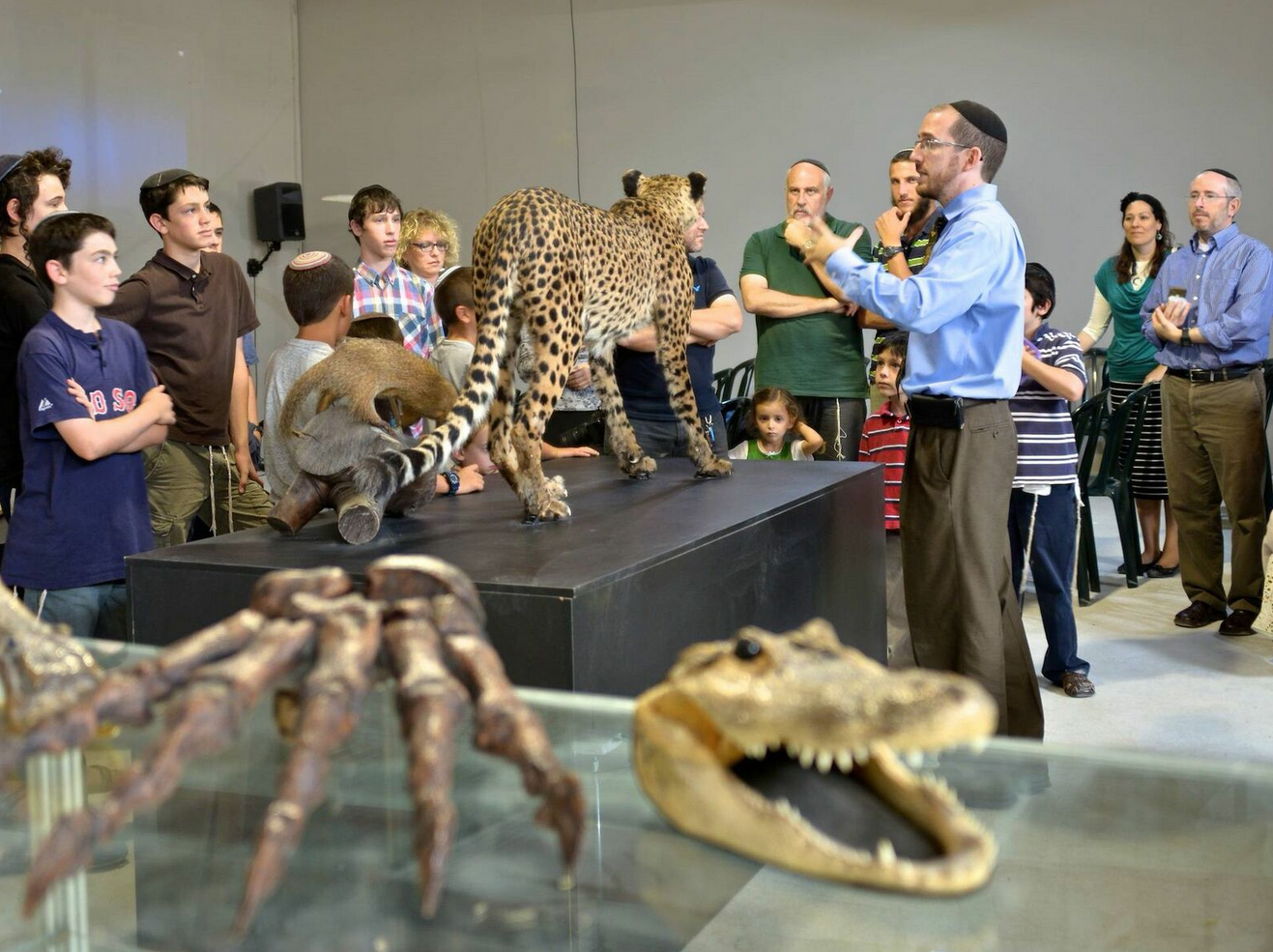